# Ферми № 3 радгоспу «Добринський»
ферми № 3 радгоспу «Добринський» (рос. фермы № 3 совхоза «Добринский») — селище у Камишинському районі Волгоградської області Російської Федерації.
Населення становить 83 особи. Входить до складу муніципального утворення Верхнєдобринське сільське поселення.

## Історія
Селище розташоване у межах українського історичного та культурного регіону Жовтий Клин.
Згідно із законом від 5 березня 2005 року № 1022-ОД органом місцевого самоврядування є Верхнєдобринське сільське поселення.

## Населення
| 2010 |
| ---- |
| 83   |